# Purandar Singha
Purandar Singha (em assamesa: পুৰন্দৰ সিংহ), foi o último rei do Reino de Amon em Assão (1818-1819, 1833-1838). Ele foi instalado como rei duas vezes.